# Stein Karlsen
Stein Karlsen (* 1. září 1948) je bývalý norský fotbalový útočník. Na svém kontě má jeden start v norské fotbalové reprezentaci.

## Klubová kariéra
Na klubové úrovni hrál fotbal pouze v norském klubu HamKam. V roce 1973 se stal se 17 vstřelenými góly nejlepším kanonýrem nejvyšší norské fotbalové ligy.

## Reprezentační kariéra
V A-týmu norské fotbalové reprezentace debutoval 31. 10. 1973 v kvalifikačním utkání v Anderlechtu proti domácímu týmu Belgie (porážka 0:2). Byl to jeho jediný start za norský národní tým.